# J'ai perdu ma manche
Pour plus de détails, voir Fiche technique et Distribution.
J'ai perdu ma manche (ou Rigadin perd sa manche, ou encore Rigadin a perdu sa manche) est un film muet français réalisé par Georges Monca, sorti en 1911.

## Fiche technique
- Titre : J'ai perdu ma manche
- Titre de travail : 	Rigadin perd sa manche ou Rigadin a perdu sa manche
- Réalisation : Georges Monca
- Scénario :
- Photographie :
- Montage :
- Société de production : Société cinématographique des auteurs et gens de lettres (S.C.A.G.L)
- Société de distribution : Pathé Frères
- Pays d'origine :  France
- Langue : film muet avec les intertitres en français
- Métrage : 165 mètres
- Format : Noir et blanc — 35 mm — 1,33:1 — Muet
- Genre :  Film dramatique
- Durée : 5 minutes 30
- Dates de sortie : 
  -  France : 6 janvier 1911

## Distribution
- Charles Prince : Rigadin
- Fernand Tauffenberger
- Nancy Vallier
- Denise Parisel
- Paul Fromet
- André Barally
- Paul Calvin
- Didier
- Lévy
- Benoît
- le petit Poggi
- le chien Bobo